# Lajos Kovács
Lajos Nemes Kovács (Budapest, 27 aprile 1894 – New York, 1º ottobre 1973) è stato un allenatore di calcio e calciatore ungherese.

## Carriera
Fu uno dei molti allenatori ungheresi chiamati a lavorare in Italia nel periodo interbellico. Guidò tra le altre il Padova, traghettandolo alla promozione in Serie A nel 1931-1932, il Bologna, con cui vinse una Coppa dell'Europa Centrale  nel 1934, la Roma nel 1932-1933 (subentrando a János Baar), la Triestina nel 1936-1937 e, nel secondo dopoguerra, l'Alessandria.

## Statistiche

### Cronologia presenze e reti in nazionale
| Cronologia completa delle presenze e delle reti in nazionale ― Ungheria | Cronologia completa delle presenze e delle reti in nazionale ― Ungheria | Cronologia completa delle presenze e delle reti in nazionale ― Ungheria | Cronologia completa delle presenze e delle reti in nazionale ― Ungheria | Cronologia completa delle presenze e delle reti in nazionale ― Ungheria | Cronologia completa delle presenze e delle reti in nazionale ― Ungheria | Cronologia completa delle presenze e delle reti in nazionale ― Ungheria | Cronologia completa delle presenze e delle reti in nazionale ― Ungheria |
| Data                                                                    | Città                                                                   | In casa                                                                 | Risultato                                                               | Ospiti                                                                  | Competizione                                                            | Reti                                                                    | Note                                                                    |
| ----------------------------------------------------------------------- | ----------------------------------------------------------------------- | ----------------------------------------------------------------------- | ----------------------------------------------------------------------- | ----------------------------------------------------------------------- | ----------------------------------------------------------------------- | ----------------------------------------------------------------------- | ----------------------------------------------------------------------- |
| 14-5-1922                                                               | Cracovia                                                                | Polonia                                                                 | 0 – 3                                                                   | Ungheria                                                                | Amichevole                                                              | -                                                                       |                                                                         |
| 15-6-1922                                                               | Budapest                                                                | Ungheria                                                                | 1 – 1                                                                   | Austria                                                                 | Amichevole                                                              | -                                                                       | 47’                                                                     |
| Totale                                                                  |                                                                         | Presenze                                                                | 2                                                                       |                                                                         | Reti                                                                    | 0                                                                       |                                                                         |

## Palmarès

### Allenatore
- Coppa dell'Europa Centrale: 1

Bologna: 1934